# 고창 무송리 석불좌상
고창 무송리 석불좌상(高敞 茂松里 石佛坐像)은 대한민국 전북특별자치도 고창군에 있는 석불이다. 2002년 11월 15일 전라북도의 유형문화재 제197호로 지정되었다.

## 참고 자료
- 무송리석불좌상 - 국가유산청 국가유산포털